# Kievinstitutet

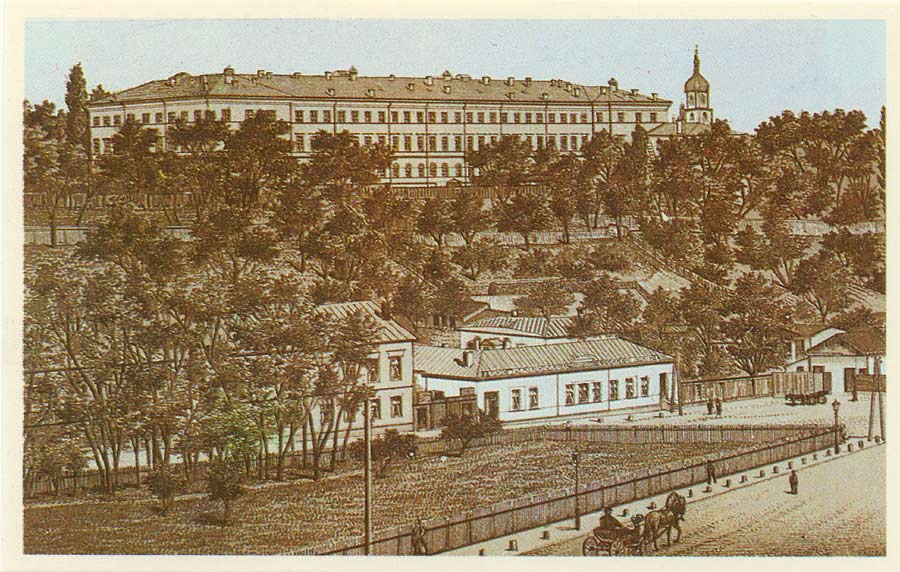
Skolbyggnaden.

Kievinstitutet var en ukrainsk flickskola, grundad 1834. Det var en motsvarighet till Novodevitjijinstitutet i Ryssland.
Det tog emot elever med ursprung i adliga eller borgerliga familjer, och utexaminerade kvinnor som fick rätt att arbeta som guvernanter för samma typ av familjer. Det var liksom sina ryska motsvarigheter den första institution som gav en högre utbildning och yrkesutbildning till kvinnor. 